# Dasyuris
Dasyuris là một chi bướm đêm thuộc họ Geometridae.